# Gmina Gniewino
Die Gmina Gniewino ist eine Landgemeinde im Powiat Wejherowski der Woiwodschaft Pommern in Polen. Sie hat mehr als 7400 Einwohner und ihr Sitz ist das gleichnamige Dorf (deutsch Gnewin, kaschubisch Gniéwino) mit etwa 1700 Einwohnern.

## Geographie

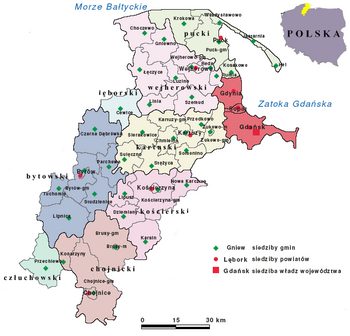
Kaschubien zwischen Ostsee und Tucheler Heide

Die Landgemeinde und liegt im Nordwesten der Kaschubei. Sie umfasst eine Fläche von 176,2 km². Das landschaftliche Bild der Gmina prägen mehrere Seen, wie der Jezioro Żarnowieckie (Zarnowitzer See) an der Nordostgrenze sowie der Jezioro Salińskie (Sauliner See), der Jezioro Czarne (Schwarzer See) und der Jezioro Dąbrze (Klein Damerkower See) im Westen und Südwesten der Gemeinde. Das südliche Gemeindegebiet wird von der Reda (Rheda) auf ihrem Weg zur Zatoka Pucka (Putziger Wiek) durchflossen. Die Ostsee ist etwa zehn Kilometer entfernt.
Nachbargemeinden der Gmina Gniewino sind:
- im Powiat Wejherowski: Choczewo (Chottschow), Łęczyce (Lanz), Luzino (Lusin) und Wejherowo (Neustadt),
- im Powiat Pucki: Krokowa (Krockow).

## Geschichte
Die Ostgrenze der Gmina mit Ausnahme des Ortes Nadole und Bereiche der Südgrenze entsprechen der ehemaligen Grenze zwischen den preußischen Provinzen Pommern und Westpreußen, die zwischen 1919 und 1939 deutsch-polnische Staatsgrenze des Polnischen Korridors war.
Von 1975 bis 1998 gehörte die Gemeinde zur Woiwodschaft Danzig.

### Partnergemeinden
- Zblewo, Polen
- Łapsze Niżne, Polen

## Gliederung
Zur Landgemeinde Gniewino gehören 31 Ortschaften, die elf Dörfern mit „Schulzenämtern“ zugeordnet sind:
- Schulzenämter:

| - Bychowo (Bychow) - Chynowie (Chinow) - Czymanowo (Rauschendorf) - Gniewino (Gnewin) - Kostkowo (Alt-Hammer) - Lisewo (Lissow) | - Mierzynko (Mersinke) - Mierzyno (Mersin) - Nadole (Nadolle, 1939–1945 Pechingen) - Perlino (Groß Perlin) - Rybno (Rieben) |

- Übrige Ortschaften: Alpy, Bychówko (Niedermühle), Chynowiec (Brandswerder), Dąbrówka (Klein Damerkow), Dębina (Rexinhof), Gniewinko (Gnewinke), Jęczewo (Enzow), Łęczyn Dolny (Unter Bismark), Nowy Młot (Neuhammer), Opalino (Oppalin), Perlinko (Klein Perlin), Płaczewo (Platschow), Rybienko, Salinko (Saulinke), Salino (Saulin), Słuszewo (Schluschow), Strzebielinek, Strzebielinko (Friedrichsrode), Tadzino (Tadden) und Toliszczek (Burgsdorf).

Die Ortschaft Kolkowo (Kolkau) ist nicht mehr existent.

## Wirtschaft

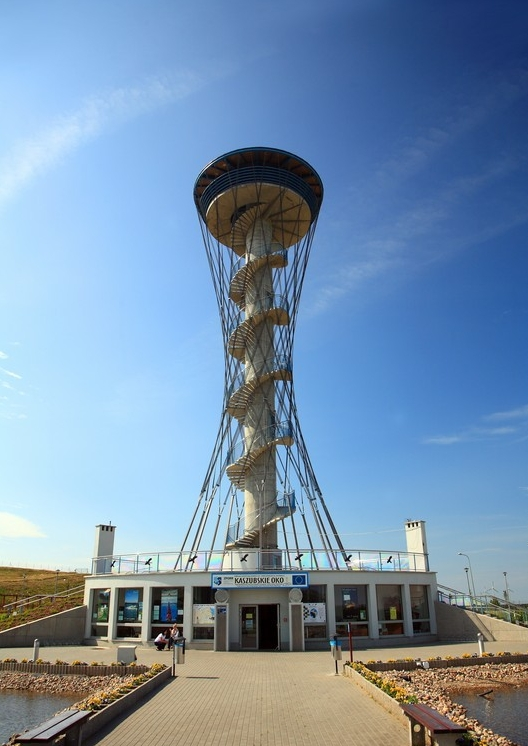
„Kaschubisches Auge“

### Pumpspeicherkraftwerk
Am Südufer des Jezioro Żarnowieckie (Zarnowitzer See) wurde von 1976 bis 1983 das Pumpspeicherkraftwerk Żarnowiec (Elektrownia Wodny Żarnowiec) errichtet. Es verfügt über eine Pumpleistung von 800 MW und eine Turbinenleistung von 716 MW. Wenige Kilometer davon entfernt liegt das bis heute unvollendete Kernkraftwerk Żarnowiec (Elektrownia Jądrowa Żarnowiec), Pläne zur Fertigstellung sind politisch umstritten.

### Tourismus
Im Osten der Gemeinde liegt die Freizeitanlage Kaszubskie Oko („Kaschubische Auge“) mit einem 44 Meter hohen Aussichtsturm. Zur Besucherplattform auf 36 Meter Höhe führen 212 Stufen. Die Anlage wurde im September 2006 eröffnet.

### Verkehr
Das Gemeindegebiet ist durch zahlreiche kleinere Nebenstraßen erschlossen.
Eine Bahnanbindung besteht nicht mehr. Bis zum Jahre 2001 (Personenverkehr) bzw. 2004 (Güterverkehr) war das Gebiet der Gemeinde an das Bahnnetz angeschlossen.
Im Jahre 1902 baute die Kleinbahn Neustadt – Prüssau die Strecke von Neustadt in Westpreußen (heute: Wejherowo) über Rieben (Rybno) nach Prüssau (Prusewo), im Jahre 1905 weiter nach Chottschow (Choczewo), im Jahre 1910 erfolgte die Verlängerung der Strecke durch die Kleinbahn Chottschow – Garzigar nach Garzigar (Garczegorze) an der Bahnlinie Lauenburg (Lębork) – Leba (Łeba).
An dieser Kleinbahnstrecke lagen im Gebiet der heutigen Gmina Gniewino die Bahnstationen: Rieben (Rybno), Schluschow (Słuszewo), Lissow (Lisewo), Kolkau-Gnewin (Gniewino), Friedrichsrode (Strzebielinko) und Burgsdorf-Bychow (Toliszczek).
Zwischen 1919 und 1939 war der Bahnbetrieb wegen der Grenzziehung des Polnischen Korridors zwischen Gohra (1939 bis 1945 Überbrück, heute: Zamostne) und Rieben (Rybno) unterbrochen.

## Persönlichkeiten
- Jacob Bogislaw von Puttkamer (1753–1846), preußischer Generalleutnant, geboren in Schluschow
- Peter von Blanckensee (1858–1914), preußischer General, geboren in Rieben.